# كلوستريديوم ستروني
كلوستريديوم ستروناي أو كلوستريديوم ستروني هي بكتيريا من جنس كلوستريديوم عزلت من عدوى بشرية في كاليفورنيا في الولايات المتحدة. سميت نسبة للعالمة ديان M. سترون لإسهاماتها في علم البكتيريا اللاهوائية كمدرسة وعالمية أحياء دقيقة سريرية.